# بی۲دبلیو
بی۲دبلیو (انگلیسی: B2W) شرکت فناوری اطلاعات برزیلی است، که در سال ۲۰۰۶ تأسیس شد.